# واگاماما
واگاماما (انگلیسی: Wagamama) شرکت رستوران‌های زنجیره‌ای بریتانیایی است، که در سال ۱۹۹۲ تأسیس شد.